# Seseli seseloides
Seseli seseloides är en växtart i släktet Seseli och familjen flockblommiga växter.
Arten är en monokarp perenn ört som förekommer i södra Sibirien, Mongoliet, nordöstra Kina och på Koreahalvön. Den beskrevs först som Ligusticum seseloides av Friedrich Ernst Ludwig von Fischer, Carl Anton von Meyer och Carl Friedrich von Ledebour 1844, och fick sitt nu gällande namn av Minosuke Hiroe 1958. Den har tidigare även förts till släktet Libanotis.